# Johann Dominicus Aigner
Johann Dominicus Aigner (* 2. April 1761 in Lienz; † 16. Juni 1848 in Lienz) war Bürgermeister der Stadt Lienz und Besitzer des „Gasthofs zum Fisch“.

## Leben
Johann III. Dominicus wurde 1761 als ältester Sohn von Johann II. und Franziska Roracker (Besitzer „Gasthof zum Fisch“ und Ratsbürger in Lienz) in Lienz geboren. Gemeinsam mit seinen sechs Geschwistern wuchs er in Lienz auf.

## Bürgermeister
Johann III. Aigner bekleidete von 8. November 1805 bis 30. September 1808 das Amt des Bürgermeisters und Magistratsrates zu Lienz sowie andere städtische Bedienstungen. Nach dem Schlacht von Spinges im Jahre 1797, damals war Johann Stadtrat (seit 11. November 1796) in Lienz, wurde er mit dem Bürgermeister Johann Josef Oberhueber, Stadtrichter Josef Peter Aigner, dem Handelsmann Konrad Unterhuber und dem Lienzer Bürger Melchior Stramitzer von dem sich durch das Pustertal zurückziehenden französischen General Barthélemy-Catherine Joubert als Geisel deportiert: Die Gefangenen wurden seitens des Generals freigelassen, als die Stadtgemeinde Lienz die ihr aufgelegte Kontribution von 100.000 Franken bezahlt hatte. Er wurde in der Gefangenschaft (29 Tage) misshandelt und mehrmals mit dem Tode bedroht. Auch in den folgenden französischen Kriegen hatte er viele Drangsale zu bestehen und erlitt namentlich im Jahre 1809 durch Plünderung große Verluste.

## Wurzeln
Die Ahnen der Familie Aigner stammen aus Abfaltersbach. So ist Johann III. Dominicus Aigner mit dem Pfarrer Johann Anton Aigner verwandt.